# Fricció dinàmica
En física, la fricció dinàmica és la força de fricció d'una superfície a un cos quan aquest ja ha iniciat el moviment. Pot ser anomenada també fricció cinètica, fregament dinàmic i fregament cinètic. El seu valor és igual al producte de la força normal de la superfície cap al cos pel coeficient cinètic/dinàmic que varia segons la naturalesa dels materials que contacten. Això s'expressa amb la fórmula següent:
FF = μC×FN